# Projekt Tango
Projekt Tango (obecnie nazwa została skrócona do samego Tango) – platforma stworzona przez Google do obsługi urządzeń mobilnych jak smartfony czy tablety wzorowana na ludzkim zmyśle wzroku i zdolności orientacji przestrzennej. Dzięki niej urządzenia mobilne mogą określać swoje położenie wobec otaczającego je świata bez użycia systemu GPS. Ponadto platforma ta umożliwia nawigację wewnątrz pomieszczeń, tworzenie map trójwymiarowych, pomiar przestrzeni fizycznej, rozpoznawanie znanego już otoczenia i działanie w rozszerzonej rzeczywistości. Rozwiązanie to ma mieć zastosowanie nie tylko w rozrywce czy życiu codziennym, ale także w biznesie. Ponadto może okazać się przydatną pomocą dla osób niewidzących.

## Historia
Google rozpoczęło prace nad Projektem Tango w listopadzie 2012 roku.
Stworzyła go grupa ATAP (Advanced Technology and Projects) będącą działem badań i rozwoju Motoroli, który przejęło Google wraz z firmą. Czołowym pomysłodawcą projektu był główny inżynier Johnny Lee. Brał on już udział w innych dużych projektach jak tworzenie Microsoft Kinect i kontrolera Nintendo Wii. Pracami nad projektem kierowała założycielka DARPA Regina Dugan, która ma już doświadczenie w urzeczywistnianiu idei.
Od lata 2013 roku zespół tworzący Projekt Tango ściśle współpracował z zespołem NASA Ames Research Center. Celem tego współdziałania było scalenie prototypu Projektu Tango ze zautomatyzowaną platformą SPHERES, która działa w Międzynarodowej Stacji Kosmicznej. Efektem było wysłanie w lipcu 2013 roku w kosmos ulepszonych telefonów obsługujących Projekt Tango.
W 2014 roku Google stworzyło dwa prototypowe urządzenia do zaprezentowania technologii Projekt Tango. Jako pierwszy powstał Smartfon „The Peanut Phone”. Został wydany w pierwszym kwartale 2014 roku, a niebawem po nim bo już w czerwcu ukazał się tablet Yellowstone nazywany też Project Tango Tablet Development Kit. Ceny komponentów tych urządzeń były jednak zbyt wysokie, by móc wprowadzić je do masowej produkcji, dlatego oba zostały przeznaczone wyłącznie jako urządzenia dla programistów i twórców aplikacji.
Podczas targów CES w styczniu 2016 roku, Google i Lenovo ogłosiły współpracę przy wydaniu na rynek konsumencki pierwszych smartfonów zaopatrzonych w platformę Projekt Tango. Premierę zaplanowano na lato 2016 roku. Sugerowana cena detaliczna wynosić miała poniżej 500 dolarów.
W tym samym czasie, obie firmy ogłosiły utworzenie inkubatorów wspierających powstawanie aplikacji dla urządzeń wprowadzanych na rynek. Dla ułatwienia programistom tworzenia aplikacji dla Projektu Tango, Google stworzyło specjalne interfejsy programistyczne zwane API (z ang. Application Programming Interface). Są one rozwijane i aktualizowane na bieżąco. Ma to pozwolić na przyspieszenie rozwoju środowiska, w którym będzie działała platforma.
Na początku czerwca 2016 roku Lenovo podczas organizowanych przez siebie targów Lenovo Tech World pokazało pierwsze urządzenie udostępnione do powszechnego użytku z platformą Projekt Tango – Lenovo Phab 2 Pro. Cena urządzenia to 499 dolarów. Dla upamiętnienia tej znaczącej zmiany Google podczas targów ogłosiło, że postanowiło usunąć z nazwy swojej platformy słowo „projekt” oraz zmienić jego logo – jak ogłosił główny inżynier Johnny Lee podczas targów Lenovo Tech World.

## Jak działa Projekt Tango
Tango działa dzięki wbudowanym w urządzenie podzespołom. Należą do nich: kamera z szerokokątnym obiektywem (fisheye camera) mającą zakres widzenia 160 stopni (dla porównania człowiek ma zakres 180 stopni), aparat do wykrywania głębi, barometr oraz bezwładnościowy system pomierniczy (z ang. inertial measurement unit/IMU) na który składają się czuły akcelerometr oraz żyroskop. Jak podaje producent na głównej stronie platformy, jej trzema głównymi cechami są: śledzenie ruchu (motion tracking), uczenie się otoczenia (area learning) oraz percepcja głębi (depth perception).

## Jak działa funkcja śledzenia ruchu
Najpierw poprzez szerokokątną kamerę i IMU platforma zbiera informacje. System rozpoznawania obrazów (computer vision) pozwala poprzez obraz z kamery identyfikować takie cechy wizualne jak krawędzie i kąty oraz śledzić w jakim stopniu przesunęły się względem ram tego obrazu. Dzięki temu może określić przebytą odległość. IMU za pomocą akcelerometru i żyroskopu śledzi jak szybko urządzenie przyspiesza, i w którym kierunku się obraca. Ostatecznie obrazy łączone są z danymi z IMU co umożliwia wyliczenie jak bardzo urządzenie zostało przesunięte. Dzieje się to z prędkością setek razy na sekundę.

## Jak działa uczenie się otoczenia
Funkcja ta naśladuje ludzkie zapamiętywanie lokalizacji i otoczenia, by przy ponownym znalezieniu się w tym samym miejscu możliwe było swobodne poruszanie się. Za pomocą aplikacji do śledzenia ruchu można stworzyć przestrzenną mapę pomieszczenia, a następnie zapisać ją w pliku ADF (Area Description File). Plik ten stanowi ramy odniesienia przy uczeniu się otoczenia. Ważną cechą tej funkcji jest to, że urządzenie może poprawiać określanie swojego położenia w zależności od miejsca, w którym się znajduje. Ponadto czym więcej danych zostanie zebranych o dany miejscu, tym łatwiej urządzeniu będzie je rozpoznać. Dzięki funkcji uczenia się otoczenia możemy też zapisywać obiekty z wirtualnej rzeczywistości w określonej przestrzeni.

## Jak działa percepcja głębi
Do mierzenia głębi stosowane są 3 główne technologie. Pierwszą z nich jest zorganizowany system oświetlania (structured light systems). Wysyła on w podczerwieni wzór punktów by oświetlić kontury otoczenia. Urządzenie mierzy rozmiar punktów. Czym większe są punkty, tym dalej znajduje się obiekt. Drugą technologią do pomiaru głębokości są systemy czasu przelotu (time-of-flight systems). Wyspecjalizowane czujniki mierzą czas jaki potrzebuje wiązka podczerwieni na przebycie drogi do obiektu i z powrotem po odbiciu się od niego. Na niedużych odległościach wystarczą na to nanosekundy. Ostatnim sposobem mierzenia głębokości jest system kamer stereo. Dwie kamery umieszczone blisko siebie pozwalają rozpoznać głębokość dzięki zjawisku triangulacji (sensoryka). Działa to dokładnie jak ludzkie oczy. Dwie kamery widzą scenę z nieco innych kątów umożliwiając z wykorzystaniem trygonometrii percepcję głębi.